# Enes obliquus
Enes obliquus là một loài bọ cánh cứng trong họ Cerambycidae.